# Acanthops erosa
Espèce
Acanthops erosa est une espèce d'insectes, de  l'ordre des Mantodea, de la famille des Acanthopidae, de la sous-famille des Acanthopinae et de la tribu des Acanthopini.

## Dénomination
- Cette espèce a été décrite par  Jean Guillaume Audinet-Serville  en 1839.